# Abell 1835 IR1916
Abell 1835 IR1916 – galaktyka w konstelacji Panny. Były kandydat na najbardziej odległą kiedykolwiek zaobserwowaną galaktykę, leżący za gromadą galaktyk Abell 1835. Został odkryty w 2004 przez francuskich i szwajcarskich astronomów Europejskiego Obserwatorium Południowego, są nimi Roser Pelló, Johan Richard, Jean-François Le Borgne, Daniel Schaerer i Jean-Paul Kneib. Zmierzone przez nich przesunięcie ku czerwieni wyniosło z = ~10, co oznaczałoby, że galaktyka jest odległa o 13,23 miliarda lat świetlnych od Ziemi i prawdopodobnie uformowała się około 470 mln lat po Wielkim Wybuchu.
Późniejsze obserwacje, w tym wykonane w 2006 roku za pomocą Teleskopu Spitzera, podają w wątpliwość istnienie tej galaktyki.